# Abraham Girardet
Ne pas confondre avec son frère Abraham-Louis Girardet.
Pour les articles homonymes, voir Girardet.
Abraham Girardet, né le 30 novembre 1764 au Locle et mort le 2 janvier 1823 à Paris, est un dessinateur et graveur suisse.

## Biographie
Abraham Girardet le fils de Samuel, libraire et éditeur protestants, et de Marie-Anne Bourquin. En 1783, il se rend à Paris où il suit les enseignements de dessin et de gravure de Bénédict Alphonse Nicolet. Il élabore l'ornementation de la Bible traduite par Jean-Frédéric Ostervald. Pendant la Révolution française de 1789, il publie des illustrations à propos des événements. En 1792, il déménage à Neuchâtel où il enseigne le dessin, puis voyage à travers l'Italie. Il retourne ensuite à Paris où il est associé en tant que dessinateur aux Tableaux historiques de la Révolution française de 1795 à 1817. En 1806, il est primé pour une gravure représentant La Transfiguration de Raphaël. Durant la fin de sa vie, il est professeur de dessin à la Manufacture des Gobelins. Il meurt le 2 janvier 1823 à Paris.
Il est le frère des graveurs Alexandre, Charles-Samuel et Abraham-Louis Girardet.

## Prix
- 1806 : Médaille aux Salons de Paris[1].
- 1808 : Accessit aux Prix décennaux[1].
- 1808 : Médaille aux Salons de Paris[1].